# O jogo do 15
O jogo do 15, também chamado de "O Quebra-cabeças das Quinze Pastilhas", é um famoso quebra-cabeças de 15 peças. No Brasil, este jogo virou uma verdadeira febre por por volta do ano de 1955. Era difícil uma criança e mesmo um adulto, não possuir a sua caixinha com as peças deslizantes.
Trata-se de um quebra-cabeças de quinze peças, composto por uma placa oca de metal com quinze quadrados que trocam de lugar, todos gravados com números, letras ou figuras. O objetivo é arranjar as peças em ordem, da esquerda para a direita, de cima a baixo.
Na parte traseira do jogo, alguns fabricantes colavam uma série de seqüências numéricas para servirem como modelos (guias).

## Autoria
Até hoje, não se sabe ao certo quem foi o inventor deste quebra-cabeças. O famoso charadista estadunidense Samuel Loyd defendeu ser o autor deste puzzle, desde 1891 até à sua morte (em 1911), no entanto, a autoria do jogo parece pertencer a Noyes Palmer Chapman, que o tentou patentear, sem sucesso em 1880, por já haver idéias muito semelhantes.
Porém, é notório que este joguinho tornou-se popular após Sam Loyd publicar o desafio conhecido por "A Charada de Boss" na sua coluna mensal da revista americana "Scientific American Supplement."

## O Jogo
Trata-se de uma pequena caixa quadrada, com 15 espaços cobertos por quinze peças também quadradas, que contem números, figuras ou desenhos, e um espaço vazio para que se possa movimentá-las. As peças devem ser ordenadas na caixa em seqüência, deslocando-se as peças ocupando o espaço vazio, fazendo quantos movimentos quiser sem retirá-las da caixa, colocando-as na ordem e deixando o 16° quadradinho vazio.
A popularidade do jogo fez com que ele merecesse, anos mais tarde, artigos em publicações científicas. Analisando o puzzle, matemáticos chegaram à seguinte conclusão: são quase vinte e um trilhões de configurações possíveis das peças na caixinha (21 x 10¹²).
O matemático alemão Thomas J. Ahrens, especialista em passatempos, analisou o puzzle e concluiu que metade das 21 trilhões de configurações iniciais possíveis era vencedora (podia ser colocada na ordem 1, 2, 3, 4, 5, 6, 7, 8, 9, 10, 11, 12, 13, 14, 15 e espaço) e a outra metade, perdedora, isto é, seria impossível colocar todos os números na seqüência crescente.

### Objetivo
Ordenar os quadrados, da esquerda para a direita e de cima para baixo, isto é, obter a disposição original dos contadores depois de terem sido aleatoriamente deslocados.

### Regras
Os blocos numerados podem ser movidos para o buraco por deslocamento da peça adjacente selecionada. Cada bloco é selecionado na sua vez. Os movimentos permitidos são os de deslocar as peças para o local vazio. Na realidade existem dois tipos de configurações iniciais possíveis. Um dos tipos permite a resolubilidade do puzzle enquanto que o outro provoca a sua insolubilidade. A configuração resolúvel pode ser obtida deslocando as peças desde a posição pretendida e efetuando passos para trás de forma aleatória fazendo sempre deslizar as peças adjacentes ao local vazio para o local vazio. A configuração insolúvel é obtida acrescentando aos deslocamentos a troca física de duas peças de posição.

### A "Charada de Boss"

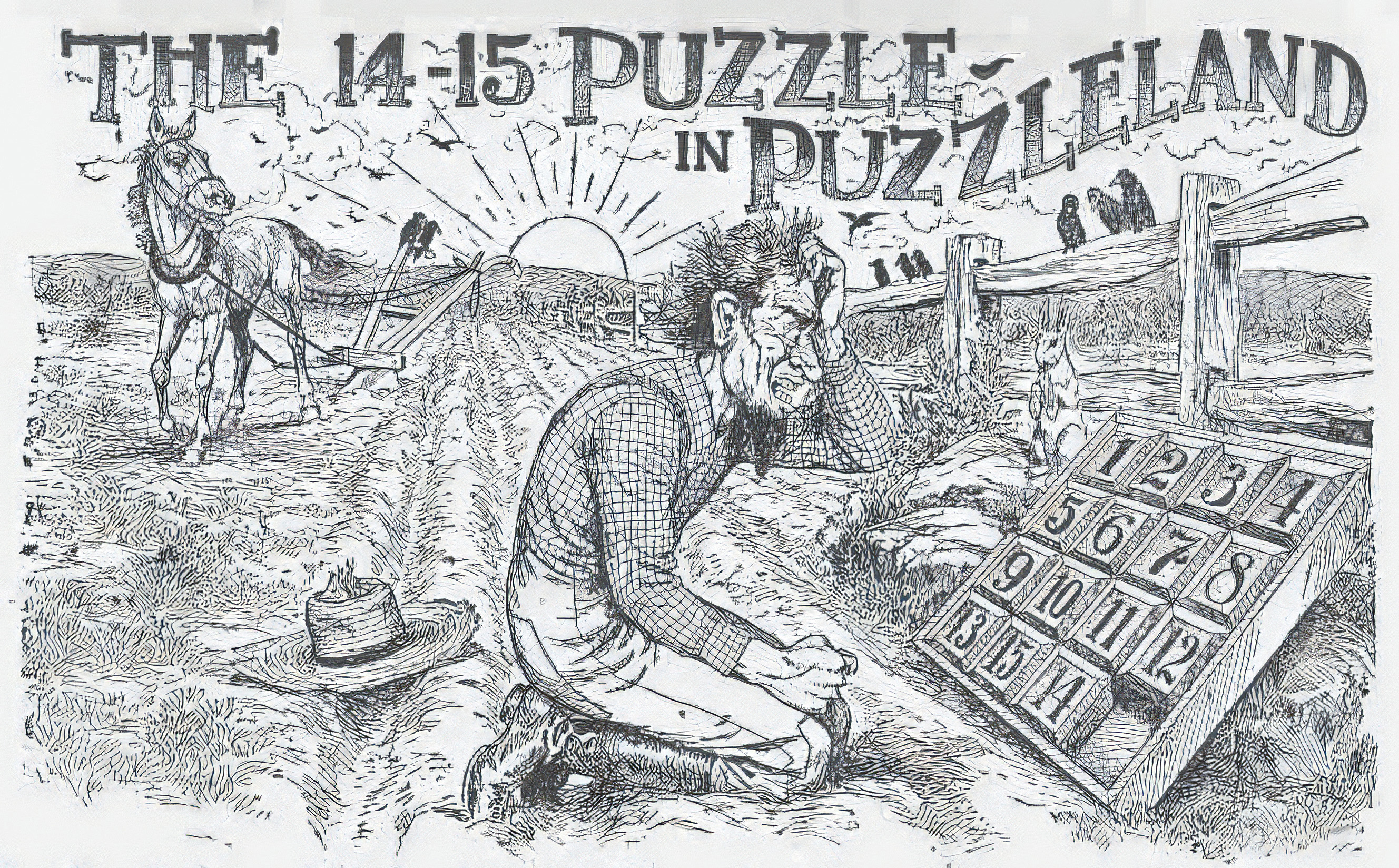
A "Charada de Boss".

Samuel Loyd foi um matemático habilidoso e um pioneiro no campo da composição de enigmas no século 19. Durante muitos anos, ele teve uma coluna em um dos principais jornais dos EUA. Alguns de seus enigmas eram tão difíceis que ele frequentemente recebia centenas de cartas por dia de seus leitores. Certa vez, ele publicou um quebra-cabeças, baseado neste jogo, e que ficou conhecido como "A Charada de Boss". Segundo suas próprias palavras, este desafio "levaria o mundo inteiro à loucura".
Ele deixou os números de 1 a 13 em ordem, e o 14 e o 15 invertidos. O objetivo proposto por ele era muito simples: deslizar as pastilhas de um lado para outro e organizá-las na sequência numérica de 1 até 15. Isso significa reverter as posições das pastilhas "14" e "15" na posição inicial. Como um incentivo adicional, Loyd ofereceu um prêmio de 1.000 dólares (uma quantia magnífica naquele tempo) para qualquer um que apresentasse a solução correta.
Este puzzle, porém, não tinha solução. Loyd simplesmente escolheu uma das posições impossíveis, onde as pastilhas estavam provocativamente próximas da sequência correta e convidou seus leitores a passarem pela tortura e chegarem perto do ponto da loucura ao tentarem solucionar o problema. Talvez não tenha sido totalmente honesto Loyd propor um enigma que não tinha solução, mas seus leitores não suspeitaram de nada. Afinal, o problema era fácil de entender, o prêmio era atraente e Loyd desfrutava de uma ótima reputação.
Anos mais tarde, este puzzle seria disponibilizado no livro Sam Loyd's Cyclopedia of 5000 Puzzles, Tricks and Conundrums with Answers.